# Otoscopie

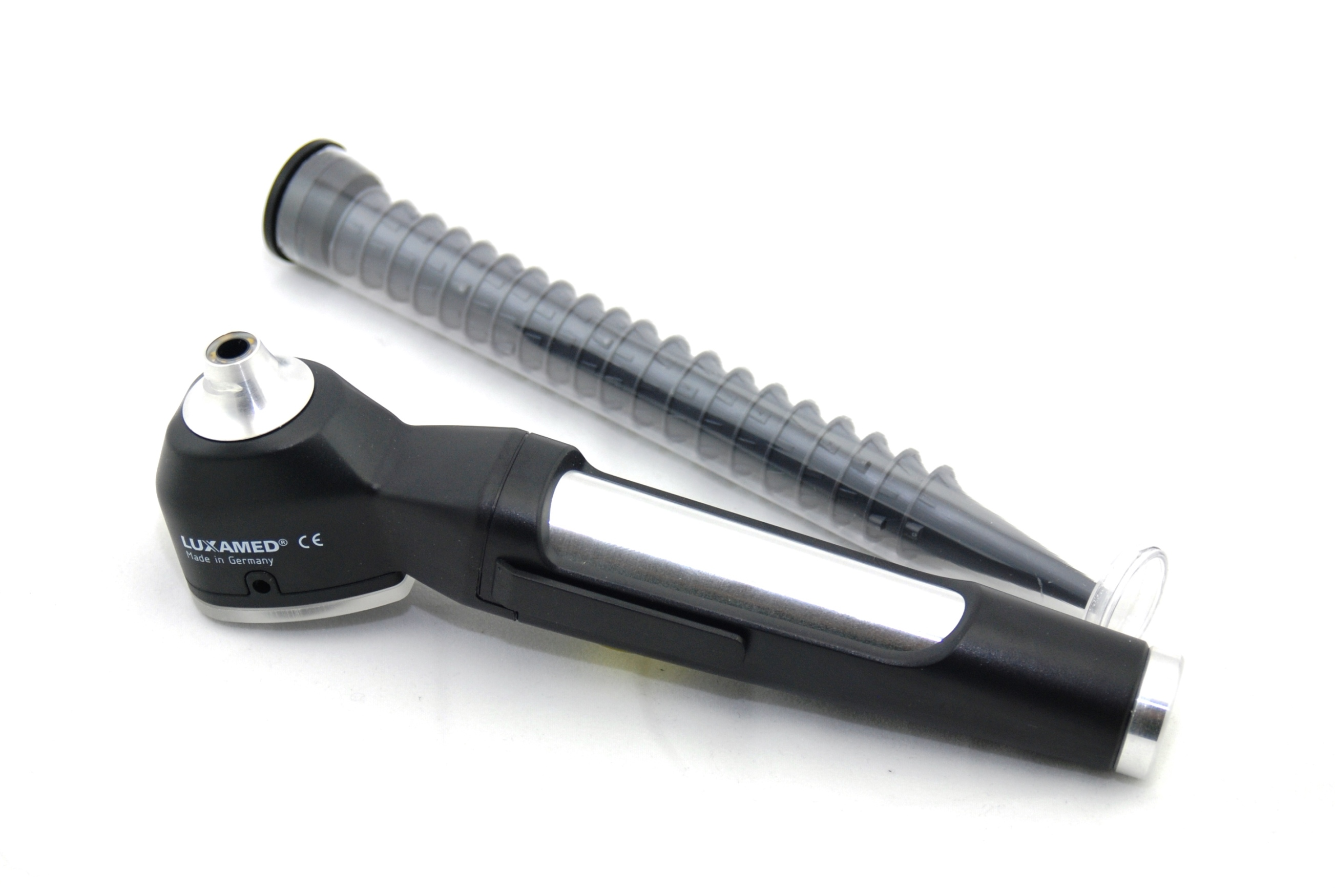
Un otoscope.

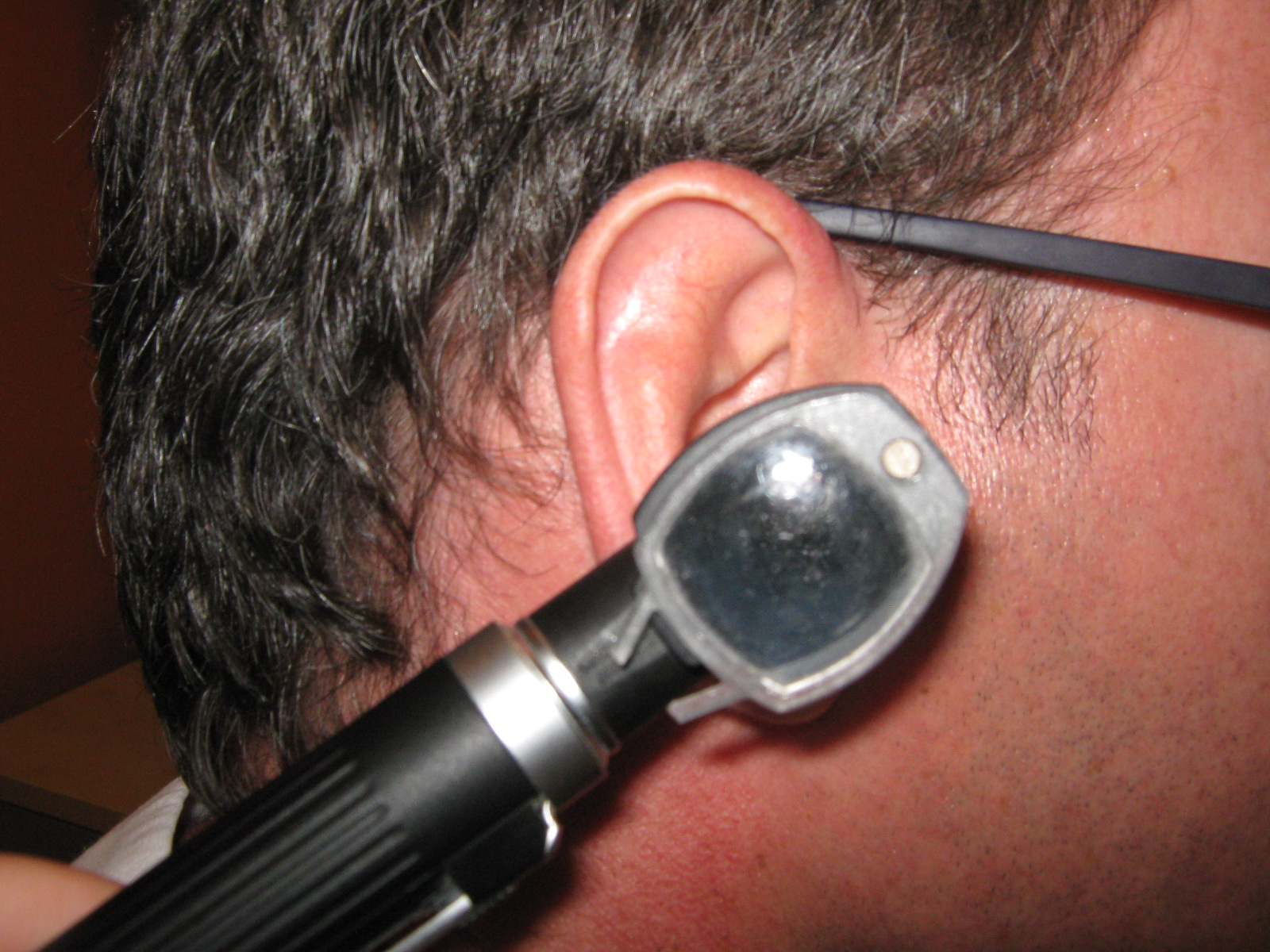
Examen otoscopique.

Anatomie de l'oreille humaine.

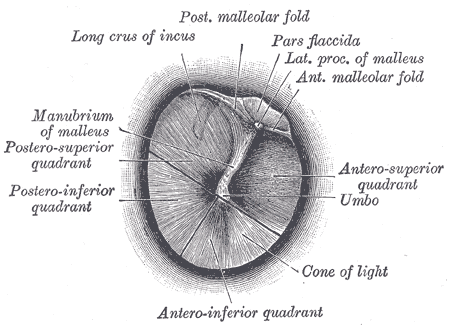
Membrane tympanique vue lors d'une otoscopie.

L’otoscopie est un examen réalisé par le médecin (généraliste, pédiatre ou ORL) qui vise à visualiser le tympan et le conduit auditif externe. Pour cela, le médecin utilise un instrument spécifique : l'otoscope.
En fonction de ce qu'il aura vu lors de l'otoscopie, le médecin pourra préciser son diagnostic, une otite par exemple.

## Galerie

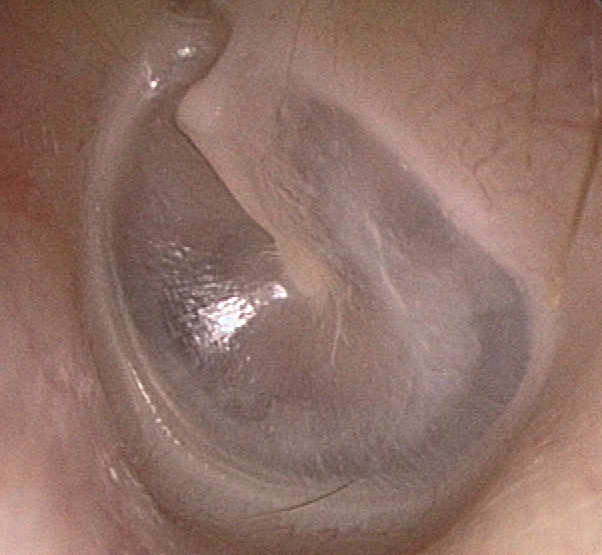
Tympan normal
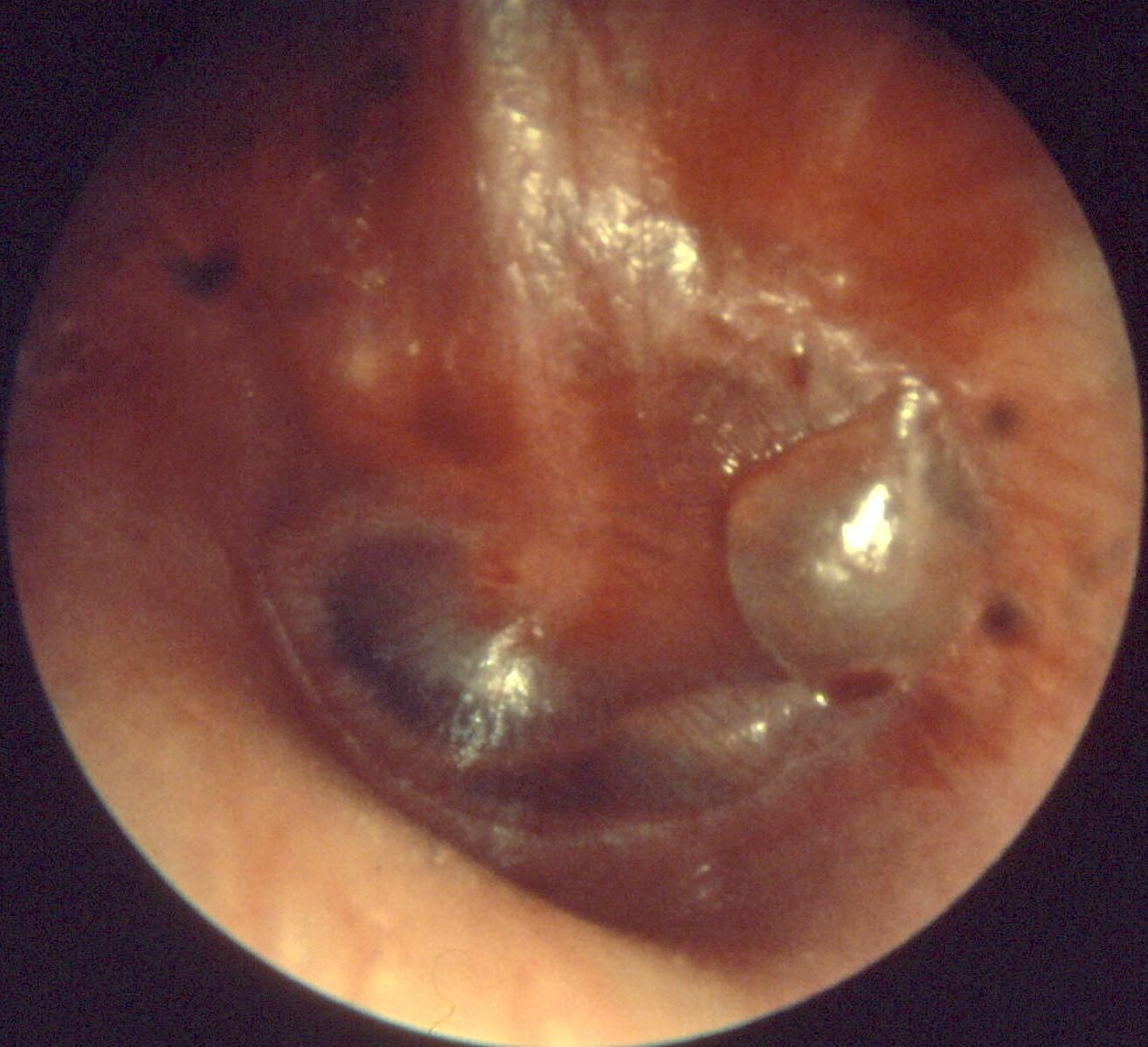
Otite moyenne aiguë bulleuse - Myringitis bullosa
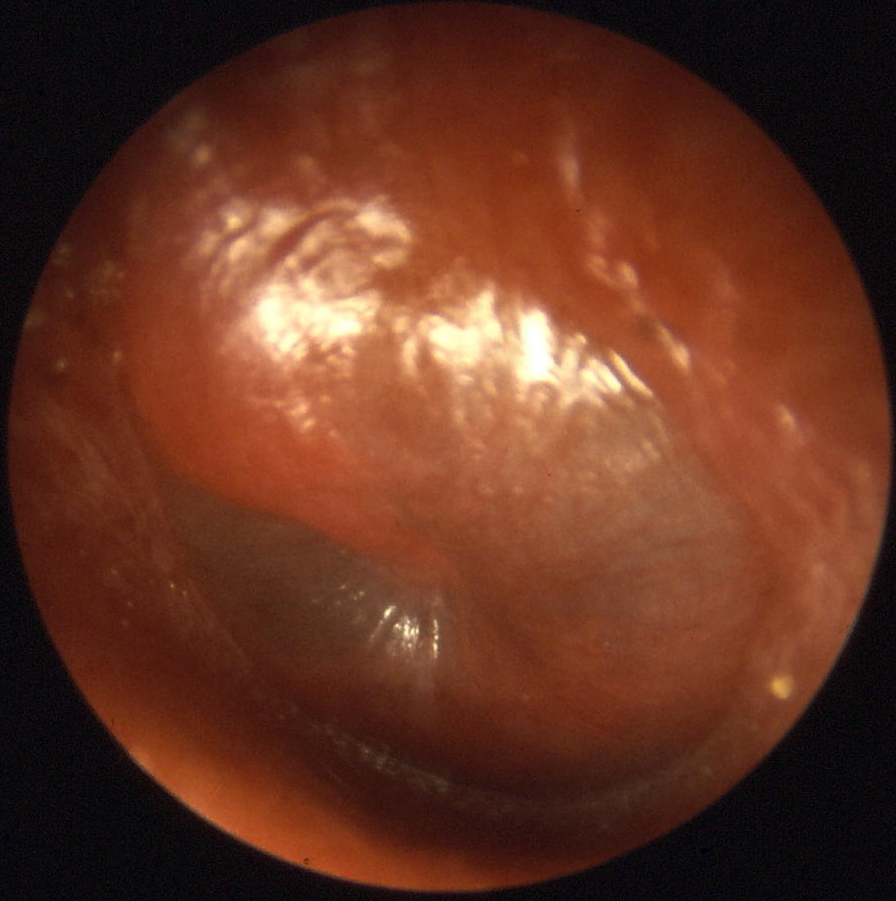
Otite moyenne aiguë, tympan bombé
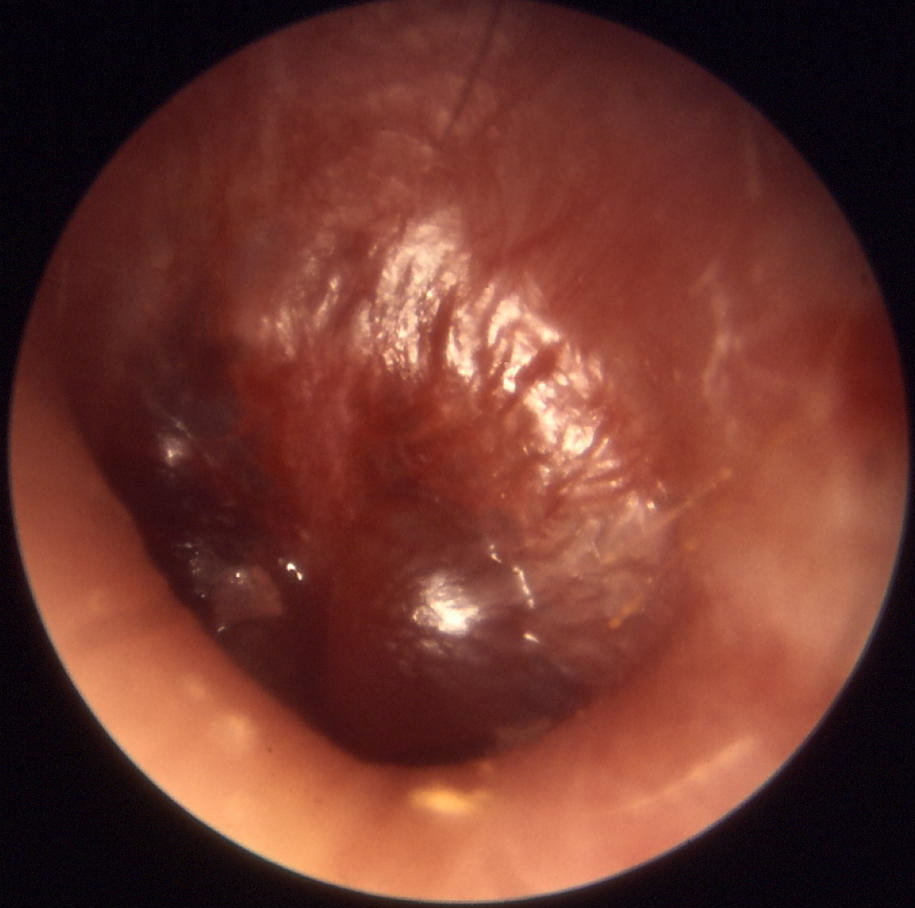
Otite moyenne aiguë grippale
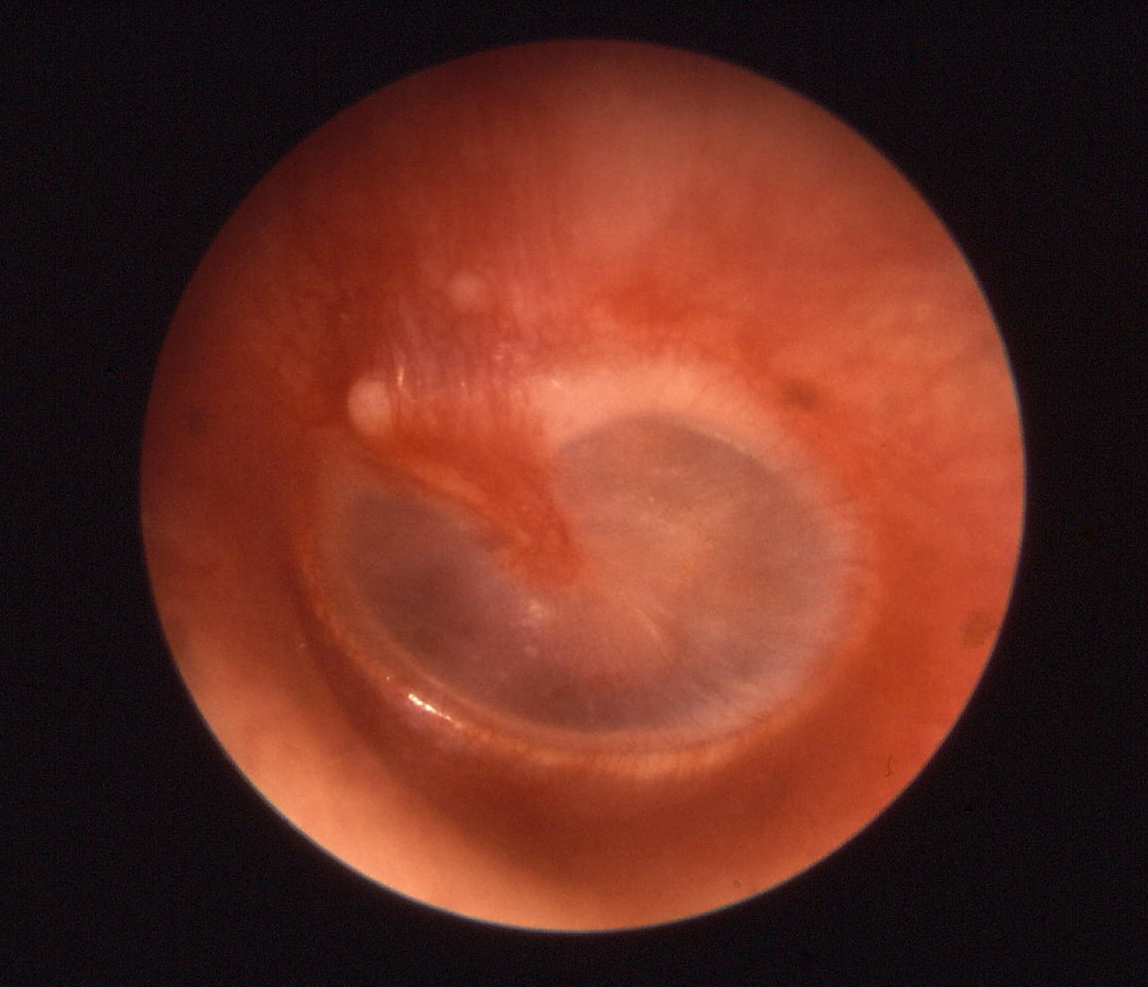
Otite moyenne aiguë débutante
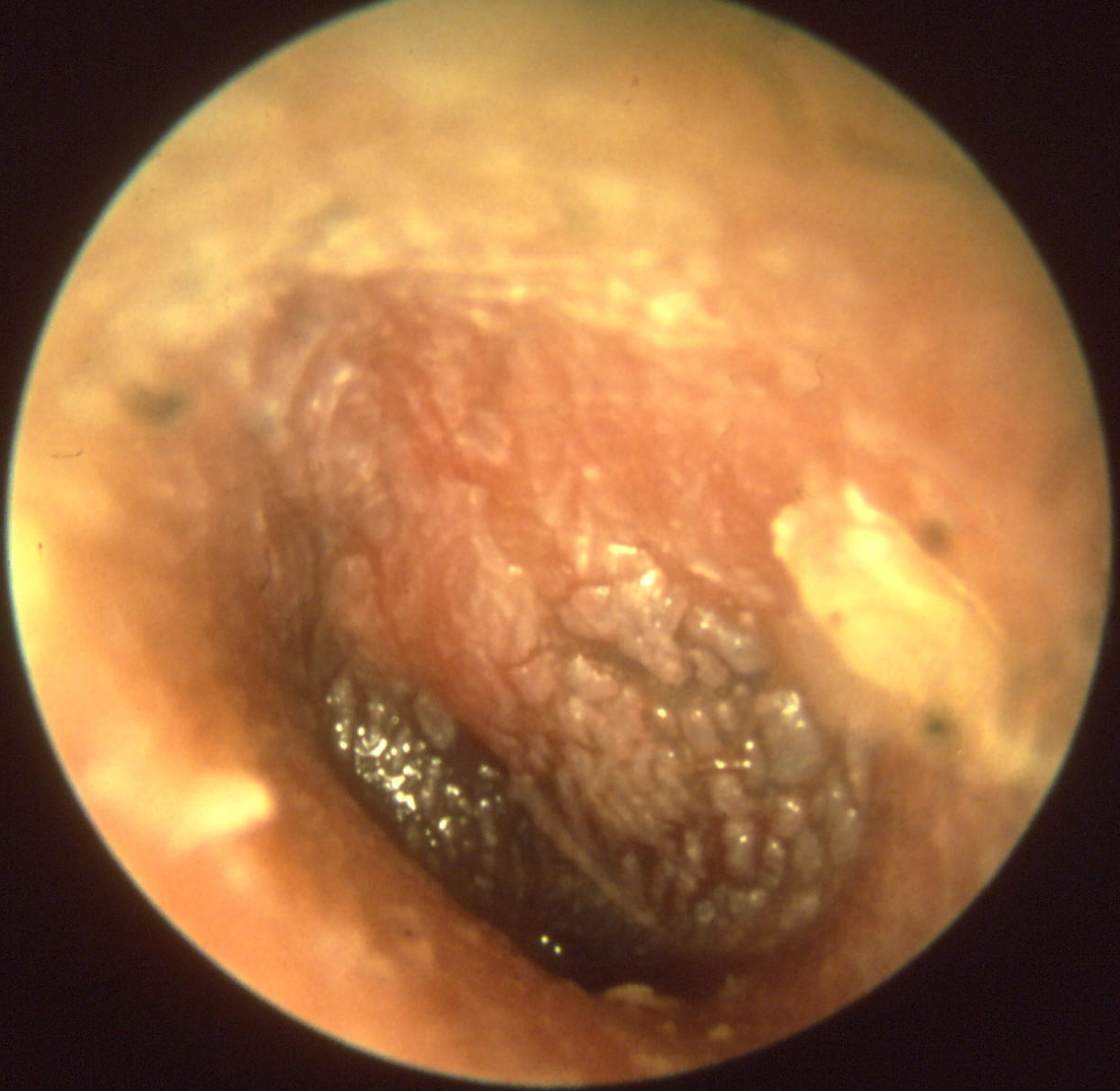
Otite moyenne aiguë séreuse, remaniement du tympan
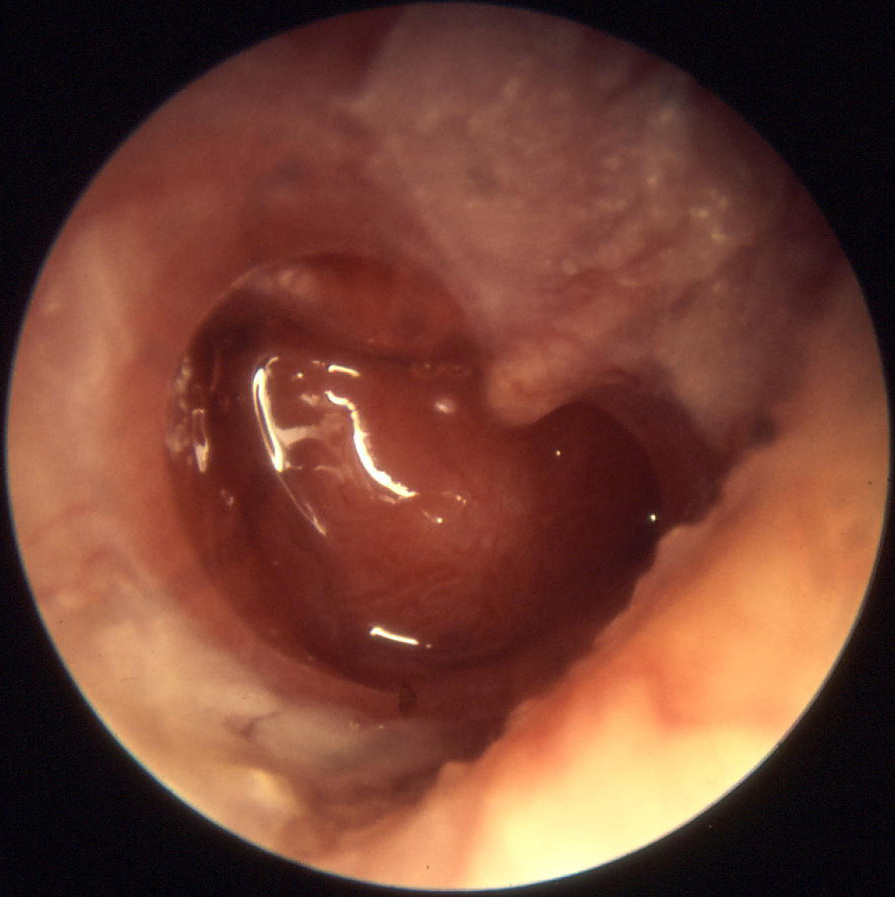
Otite moyenne chronique
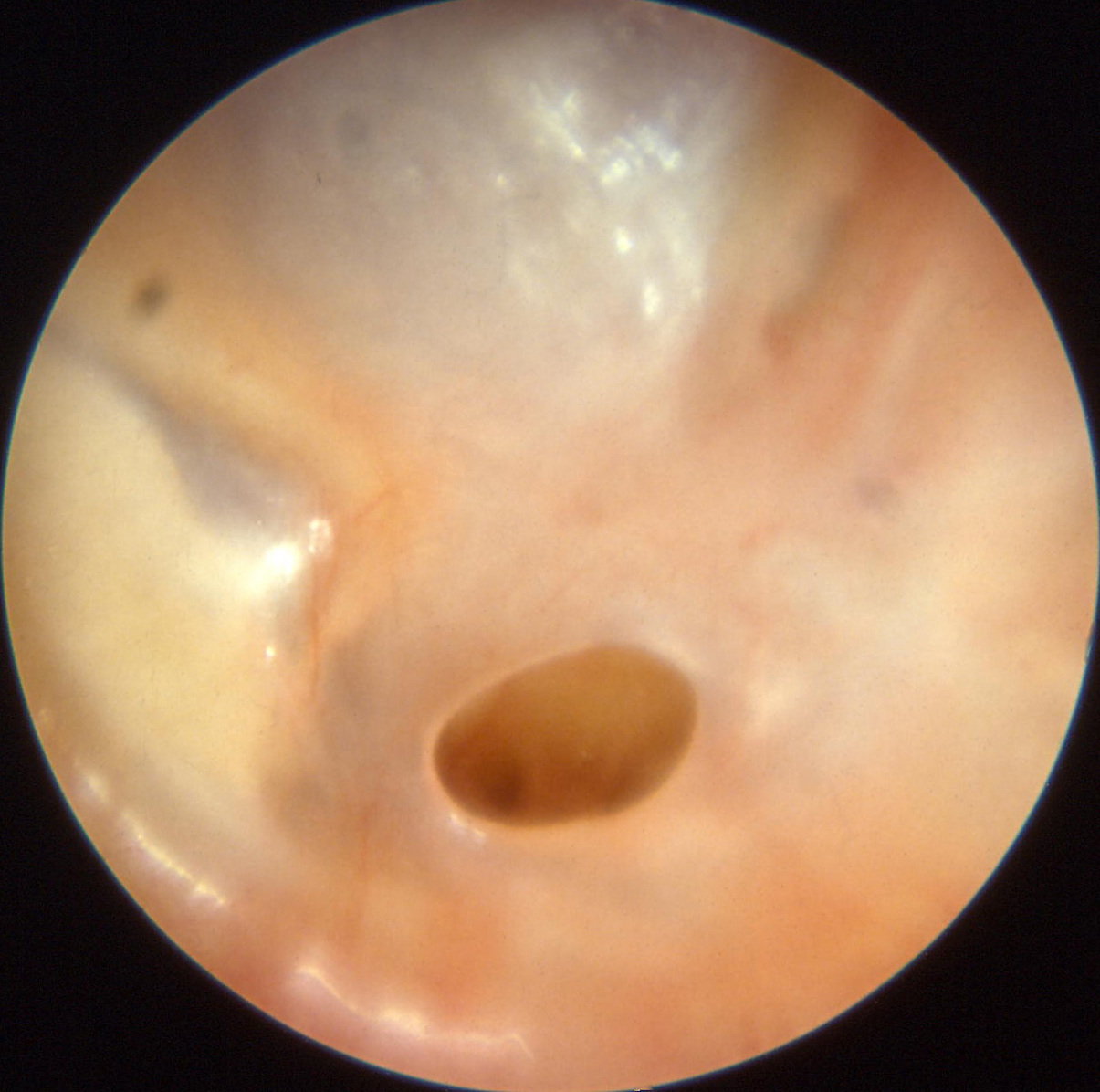
Otite moyenne chronique
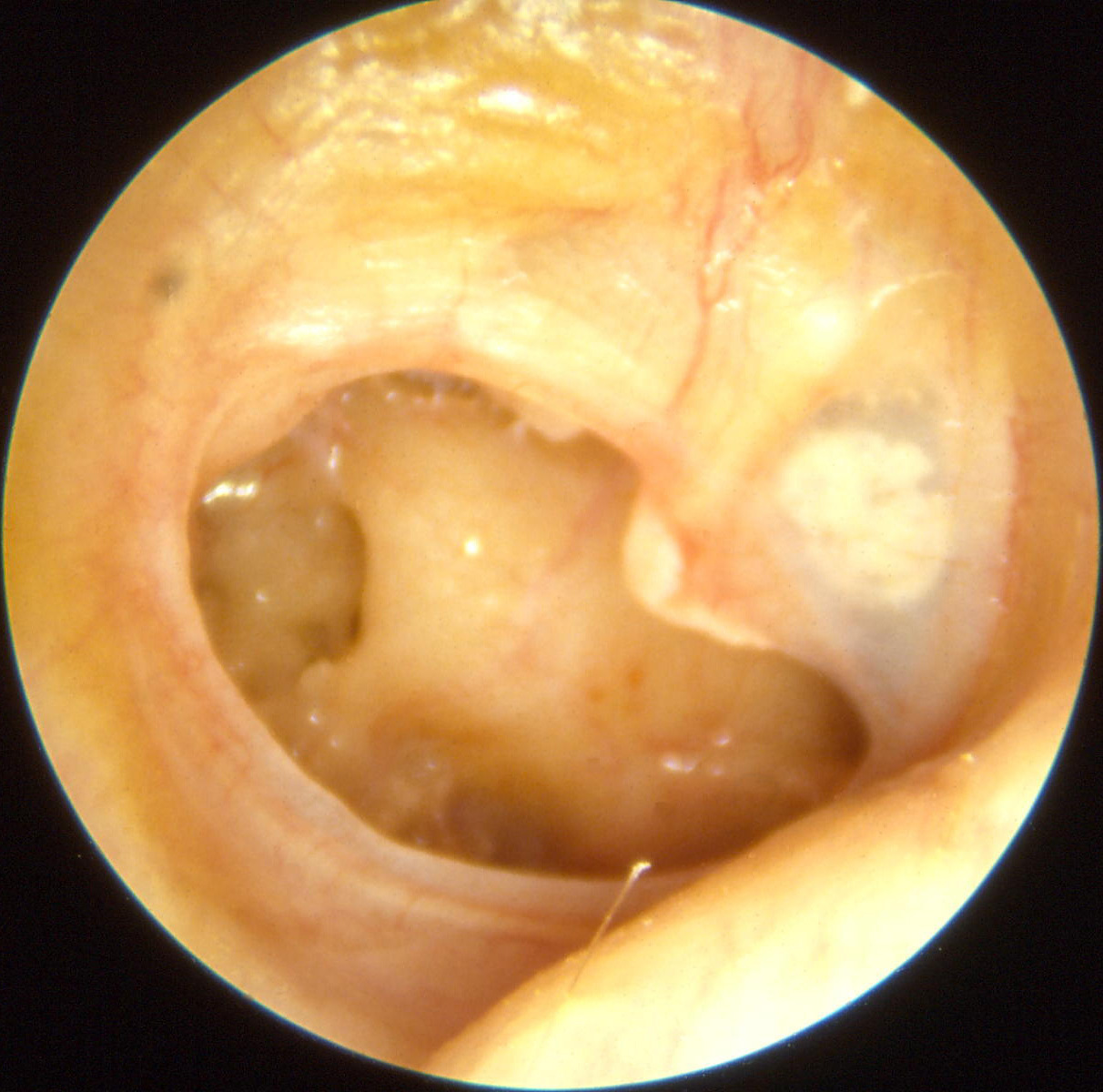
Otite moyenne chronique